# Sufrimiento comparativo
El sufrimiento comparativo es un concepto psicológico y moral que hace referencia a la tendencia de las personas a evaluar su propio dolor o sufrimiento en relación con el de los demás. Esta comparación puede adoptar dos formas principales: como justificación del deseo de venganza y como mecanismo de invalidación emocional, tanto propia como ajena.

## En el contexto de la venganza
Desde una perspectiva moral, el sufrimiento comparativo ha sido propuesto como una explicación de por qué la venganza puede resultar emocionalmente satisfactoria. Esta hipótesis sostiene que la venganza restablece un equilibrio de sufrimiento entre la víctima y el agresor. Según esta visión, para que la víctima se sienta satisfecha, el agresor debe sufrir tanto como ella lo hizo. Basta con presenciar ese sufrimiento —sin importar cómo se produzca— para que se logre un sentimiento de justicia restaurativa.
No obstante, investigaciones empíricas recientes han cuestionado esta hipótesis. Los estudios demuestran que las víctimas consideran la venganza más gratificante cuando son ellas quienes infligen el castigo, especialmente si el agresor comprende por qué está siendo castigado. En cambio, si el sufrimiento del agresor es producto del azar o de causas no relacionadas, la víctima no experimenta el mismo grado de satisfacción. Esto sugiere que el castigo debe ser intencional y significativo para que la venganza tenga valor emocional.
Este enfoque conceptualiza la venganza como un medio para restaurar una percepción de equilibrio moral y emocional. La idea de sufrimiento equivalente permite transformar una respuesta emocional en una búsqueda de justicia.
Asimismo, se destaca que la satisfacción que produce la venganza no se limita al logro de justicia o restitución, sino que también proviene de una sensación emocional comparativa: ver sufrir al agresor genera placer al contrastarlo con el propio dolor.
El concepto también ha sido utilizado para cuestionar la idea de que el sufrimiento es exclusivo de determinados pueblos o comunidades. Por ejemplo, se ha argumentado que, aunque el pueblo judío ha experimentado una prolongada historia de persecuciones, otras naciones como Vietnam también han padecido extensos períodos de opresión y violencia. Este enfoque busca demostrar que el sufrimiento no es exclusivo, sino parte de una condición humana compartida.

## Salud mental
En psicología contemporánea, el sufrimiento comparativo se refiere a la tendencia a minimizar el propio dolor al compararlo con el de otras personas. Esta comparación puede generar culpa, vergüenza y supresión emocional, afectando negativamente la salud mental. En redes sociales, por ejemplo, muchas personas evitan hablar de sus problemas por miedo a parecer insensibles frente a sufrimientos considerados mayores.
Reaghan Beaver ha señalado que este tipo de pensamiento, aunque bien intencionado, tiende a invalidar las emociones personales y fomentar el aislamiento. En lugar de promover la empatía, refuerza la idea de que el sufrimiento debe jerarquizarse, lo cual resulta perjudicial.
Desde una perspectiva espiritual, algunos autores advierten que comparar las penas personales con las ajenas no brinda consuelo y puede interferir con el proceso natural del duelo. Validar cada pérdida, sin importar su magnitud aparente, es clave para el bienestar emocional.
Durante la pandemia de COVID-19, este fenómeno se intensificó. Muchas personas minimizaron sus propias dificultades al compararlas con las de otros en situaciones más críticas, lo que generó sentimientos de culpa y desvalorización emocional.
Críticos de esta mentalidad en redes sociales han enfatizado que el sufrimiento no debe ser una competencia. Cada experiencia de dolor es válida y merece ser reconocida sin necesidad de comparación.
En el ámbito clínico, el sufrimiento comparativo se ha identificado como un mecanismo de autoinvalidación emocional, tanto hacia uno mismo como hacia los demás. Quienes lo experimentan suelen creer que no tienen derecho a sentirse mal si otros sufren más, lo que limita la expresión y el procesamiento emocional. Esta actitud, aunque bienintencionada, impide validar las propias vivencias y contribuye al malestar psicológico.
La psicóloga clínica Mary C. Lamia ha señalado que este patrón suele tener raíces en aprendizajes tempranos. Muchas personas internalizan desde la infancia la idea de que expresar sufrimiento es señal de debilidad, especialmente si otros parecen estar en peores condiciones. Esta creencia puede reforzarse en contextos familiares donde los sentimientos son juzgados o minimizados, provocando un silenciamiento emocional persistente con consecuencias negativas para la regulación afectiva en la adultez.

## Críticas al concepto
Algunos autores han advertido que expresiones como “problemas del primer mundo” se utilizan para desestimar preocupaciones legítimas, especialmente en niños, lo que puede generar invalidación emocional desde una edad temprana. Sheryl Lisa Finn argumenta que toda forma de sufrimiento merece ser escuchada y validada, como paso necesario para la sanación.